# Tiziana Gualtieri
Tiziana Gualtieri (Suzzara, 16 giugno 1944) è una politica italiana.

## Biografia
Nata a Suzzara, frequentò l'istituto magistrale e fu successivamente assunta nell'amministrazione pubblica. 
Iniziò la propria attività politica nella Democrazia Cristiana, per la quale fu vicesindaco nella città natia in una giunta che vedeva insieme il Partito Comunista Italiano (poi Partito Democratico della Sinistra) e la DC.
Nel 1997 fu scelta come candidata alla presidenza della Provincia di Mantova per una coalizione di centrosinistra comprendente anche Rifondazione Comunista. Ottenne il 43,4% dei volti al primo turno e il 58,8% al ballottaggio, sconfiggendo il candidato del Polo per le Libertà Augusto Manerba. 
Formò allora una giunta nella quale affidò la vicepresidenza a Massimo Chiaventi, già presidente dal 1985 al 1992, trattenendo per sé le deleghe degli Affari generali e del Turismo. La sua maggioranza era formata da Partito Democratico della Sinistra, Partito della Rifondazione Comunista. Partito Popolare Italiano-Rinnovamento Italiano-PRI e Federazione dei Verdi.
Non viene ricandidata alle elezioni provinciali del 2001.
Successivamente è presidente della Fondazione Boni, che gestisce una casa di riposo a Suzzara.